# Манус Бунжумнонг
Манус Бунжунонг (тай. มนัส บุญจำนงค์; нар. 23 червня 1980, Ратбурі, Таїланд) — таїландський боксер-любитель, що виступав у першій напівсередній ваговій категорії. Олімпійський чемпіон 2004 року, срібний призер Олімпійських ігор 2008 року, бронзовий призер чемпіонату світу 2003 року.

## Аматорська кар'єра

### Олімпійські ігри 2004
- 1/16 фіналу. Переміг Спірідона Йоанідіса (Греція) 28-16
- 1/8 фіналу. Переміг Ромуо Бріна (Філіппіни) 29-15
- 1/4 фіналу. Переміг Віллі Блейна (Франція) 20-8
- 1/2 фіналу. Переміг Іонуца Георге (Румунія) 30-9
- Фінал. Переміг Юдель Джонсон (Куба) 17-11

### Олімпійські ігри 2008
- 1/8 фіналу. Переміг Масатсугу Каваші (Японія) 8-1
- 1/4 фіналу. Переміг Серіка Сапієва (Казахстан) 7-5
- 1/2 фіналу. Переміг Роніеля Іглесіаса (Куба) 10-5
- Фінал. Програв Мануелю Феліксу Діасу (Домініканська Республіка) 4-12